# کلا (نور)
کلا، روستایی است بسیار خوش و آب و هوا  از توابع بخش بلده شهرستان نور در استان مازندران ایران.
همچنین دارای زیارتگاهی است که منتسب به "محمدبن بکر ابن علی (ع) ، میباشد که هر ساله میزبان زائرانی از سراسر استان مازندران و شهرهای دیگر میباشد

## جمعیت
این روستا در دهستان تتارستاق قرار دارد و براساس سرشماری مرکز آمار ایران در سال ۱۳۸۵، جمعیت آن ۶۹ نفر (۲۳خانوار) بوده‌است. مردم کلا از قومیت طبری هستند که ریشه آن به قوم آمارد و قوم تپوری می‌رسد. مردم کلا به زبان طبری (مازندرانی) و گویش کجوری سخن میگویند.
اکثرا جوانان و خانواده های این روستا به علت نبود شرایط زندگی رفاهی مناسب و ادامه تحصیل و عدم بهرمنده ای از امکانات روز کشور و همچنین عدم کسب درآمد و همچنین به علت شرایط سخت کوهستانی در فصل سرما و سرمای شدید و گاهی قطع شدن تنها مسیر عبوری به علت بارش نزولات آسمانی و نبود مسیرهای های هموار ارتباطی داخل روستا و ... به سمت تهران و سایر شهرهای بزرگ مانند: آمل کوچ نموده اند، و اکثرا به شغل های : کفاشی و خیاطی و بنایی و خوشخواب دوزی و لحاف دوزی و شغل دولتی و...اشتغال ورزیده اند